# Periaptodes potemnemoides
Periaptodes potemnemoides är en skalbaggsart som beskrevs av Kriesche 1936. Periaptodes potemnemoides ingår i släktet Periaptodes och familjen långhorningar. Inga underarter finns listade i Catalogue of Life.